# 조제 마리우 바스
조제 마리우 바스(포르투갈어: José Mário Vaz, 1957년 12월 10일~)는 2014년 6월 23일부터 2020년 2월 27일까지 기니비사우 대통령을 지낸 기니비사우 정치인이다.

## 생애와 경력
"조마브"(Jomav)라는 별명으로 널리 알려진, 그는 1957년 기니비사우 북부 카셰우 시 외곽의 칼레키스에서 마리우 바스와 아멜리아 고메스 사이에서 태어났으며, 결혼하여 세 자녀를 두고 있다. 리스본에서 경제학자로 졸업했으며 1982년 포르투갈 은행 경제연구소에서 인턴십을 했다. 2004년에는 말랑 바카이 사냐 대통령이 재무장관으로 지명하면서 2009년까지 재직했던 비사우 시장으로 선출되었다. 그와 다른 장관들은 2012년 기니비사우 쿠데타로 축출되었다.
기니비사우-카보베르데 아프리카 독립당 소속으로 2014년 3월 이틀간 진행된 경선에서 11명의 유망주를 제치고 2014년 대선에서 당 대표권을 따냈다.
2014년 4월 13일 치러진 1차 선거에서는 40.9%의 득표율로 군부의 지지를 받은 2위 득표자 누누 고메스 나비앙과 결선투표에 돌입했다. 2014년 5월 18일 치러진 2차 투표에서 61.9%의 득표율을 기록했다. 고메스 나비암은 당초 이 결과에 이의를 제기했지만 2014년 5월 22일 당선을 인정했다.
선거 기간 동안 마리우 바스는 기니비사우를 마약 밀매자들의 안식처로 전락시킨 범죄 행위에 대한 용서와 더불어 빈곤을 줄이고 농업에 대한 투자를 늘리는 데 초점을 맞추겠다고 약속했다. 2012년 쿠데타 이후 포르투갈로 도피했다가 2013년 2월 귀국해 3일간 구금 생활을 했다. 그는 앙골라가 국가에 기부한 원조금 910만 유로가 실종되는 데 관여한 혐의를 받고 있으며, 그가 부인하는 고발로 그 기부금이 보내진 적이 있는지 여부는 여전히 불명확하다.
조제 마리우 바즈는 2020년 2월 27일 퇴임하였으며, 그는 1973년 기니비사우가 독립한 이후 유일하게 5년 임기를 마친 대통령이 되었다.

## 역대 선거 결과
| 선거명      | 직책명              | 대수 | 정당                                  | 1차 득표율 | 1차 득표수 | 2차 득표율 | 2차 득표수 | 결과 | 당락 |
| ----------- | ------------------- | ---- | ------------------------------------- | ---------- | ---------- | ---------- | ---------- | ---- | ---- |
| 2014년 선거 | 기니비사우의 대통령 | 5대  | 기니비사우-카보베르데 아프리카 독립당 | 40.89%     | 257,572표  | 61.92%     | 364,394표  | 1위  |      |